# 남포시예술극장
남포시예술극장(南浦市藝術劇場, 영어: Nampo City Art Theatre)은 조선민주주의인민공화국 남포특별시에 위치한 공연시설로 1973년 9월에 준공되었다. 남포극장, 남포시립극장 등으로 이전에 표기되었으나 2017년 11월 모란봉악단 공연소식을 전하는 가장 최근의 보도에서 북측 매체들은 남포시예술극장으로 부르고 있다.
연건축면적 13,500여 m2의 규모이며, 1,400여 석의 관람 홀과 무대, 창작실, 장치실을 비롯한 여러 가지 기능을 수행하는 방들로 구성되어 있다. 극장의 밖에는 600여m2의 부속건물이 있다. 극장은 내부기능조직이 합리적으로 되었을 뿐 아니라 건축설계가 독특하다. 특히 관람 부분의 지붕높이를 무대 지붕높이와 일치시켜 무대 부분의 돌출(무대 탑)이 나타나지 않게 한 점이 특징이다. 2013년 남포시를 방문한 여행객에 의한다면 극장은 재단장되어 현대적인 건축미를 보여주고 있다고 한다.